# Beko'a
Beko'a (hebrejsky בְּקוֹעַ, doslova „Roztržení“, v oficiálním přepisu do angličtiny Beqoa) je vesnice typu mošav v Izraeli, v Jeruzalémském distriktu, v Oblastní radě Mate Jehuda.

## Geografie
Leží v nadmořské výšce 154 metrů v zemědělsky využívané pahorkatině Šefela, nedaleko od západního okraje zalesněných svahů Judských hor.
Obec se nachází 24 kilometrů od břehu Středozemního moře, cca 30 kilometrů jihovýchodně od centra Tel Avivu a cca 30 kilometrů západně od historického jádra Jeruzalému. Beko'a obývají Židé, přičemž osídlení v tomto regionu je etnicky převážně židovské. Mošav je situován 5 kilometrů od Zelené linie, která odděluje Izrael v jeho mezinárodně uznávaných hranicích a Západní břeh Jordánu, respektive od nárazníkové zóny v prostoru Latrunu. Počátkem 21. století byla ale plocha Latrunského výběžku s demografickou dominancí Židů fakticky anektována k Izraeli pomocí bezpečnostní bariéry a dále k severovýchodu ležící arabské (palestinské) oblasti Západního břehu fyzicky odděleny.
Beko'a je na dopravní síť napojen pomocí dálnice číslo 3. Ta se jižně od obce kříží s dálnicí číslo 44.

## Dějiny
Beko'a byl založen v roce 1951. Podle jiných zdrojů roku 1952. Novověké židovské osidlování tohoto regionu začalo po válce za nezávislost tedy po roce 1948, kdy Jeruzalémský koridor ovládla izraelská armáda a kdy došlo k vysídlení většiny zdejší arabské populace. Nedaleko dnešního mošavu stávala do roku 1948 arabská vesnice Dejr Muchajsin. Navazovala na starší osídlení. Křižáci ji nazývali Deirmusim. Byla také známá pod jménem Um al-Šukf. Roku 1931 žilo v Dejr Muchajsin 113 lidí v 28 domech. Roku 1948 534 v 132 domech. Stála tu jedna mešita. Izraelci byl Dejr Muchajsin dobyt v dubnu 1948. Zástavba pak byla z větší části zbořena, s výjimkou jednoho domu.
Jméno mošavu odkazuje na roztržení židovské populace v době blokády Jeruzaléma v roce 1948, kdy byla poblíž dnešní vesnice zbudována provizorní zásobovací tepna (takzvaná Barmská cesta). Ke zřízení osady došlo 4. prosince 1952. Zakladateli byli Židé z Jemenu.

## Demografie
Podle údajů z roku 2014 tvořili naprostou většinu obyvatel v Beko'a Židé (včetně statistické kategorie "ostatní", která zahrnuje nearabské obyvatele židovského původu ale bez formální příslušnosti k židovskému náboženství).
Jde o menší obec vesnického typu s dlouhodobě stagnující populací. K 31. prosinci 2014 zde žilo 635 lidí. Během roku 2014 populace stoupla o 3,9 %.
| Rok            | 1961 | 1972 | 1983 | 1995 | 2001 | 2003 | 2004 | 2005 | 2006 | 2007 | 2008 | 2009 | 2010 | 2011 | 2012 | 2013 | 2014 |
| -------------- | ---- | ---- | ---- | ---- | ---- | ---- | ---- | ---- | ---- | ---- | ---- | ---- | ---- | ---- | ---- | ---- | ---- |
| Počet obyvatel | 409  | 433  | 461  | 460  | 497  | 494  | 492  | 495  | 502  | 499  | 489  | 510  | 551  | 577  | 618  | 611  | 635  |